# Наказателно право
Наказателното право e един от клоновете на позитивното право, както на Република България, така и на всяка друга държава. Като обективно право, то представлява система от правни норми, регулиращи обществените отношения, породени от извършването на престъпления. Българското наказателно право е кодифицирано в Наказателния кодекс на Република България. То има за задача да защитава от престъпни посегателства личността и правата на гражданите и цялостния установен в страната правов ред, като за осъществяване на тази задача Наказателният кодекс определя кои общественоопасни деяния са престъпления и какви наказания се налагат за тях. Също така установява случаите, когато вместо наказание могат да бъдат наложени мерки за обществено въздействие и възпитание.
Тези норми се установяват от държавата и ролята им е да защитават интересите на цялото общество, като тяхното неспазване, води до търсене на наказателна отговорност от извършителя на престъплението. Наказателното право използва най-тежката форма на държавната принуда, а именно наказанието, което представлява принудително засягане на основни лични и имуществени права на извършителя.
Наказателното право като част от действащото право в дадена държава, урежда специфични обществени отношения, свързани с една цяла система забрани. То се разделя на две части: обща и особена.
Наказателното право включва три правни клона (отрасъла) – материално наказателно право, наказателно-процесуално право и наказателно-изпълнително право. В тесен смисъл наказателното право означава само материално наказателно право (англ: substantive law), което е един от клоновете на правото във всяка държава. Нормите на наказателното право очертават най-напред проявите, които се смятат за престъпления. С оглед на това наказателното право се наименува още като право за престъплението: criminalrecht (нем.) droit criminel (фр.) criminal law (англ.) – от латински „crimen“ (престъпление). Що се отнася до държавата и правомощията ѝ да наказва, възможностите ѝ са неограничени, но тя не ги използва произволно и неограничено в борбата с престъпността. Наказването за извършени престъпления е възложено на съдебната власт. Нормите на наказателното право предвиждат и наказанията за различните престъпления. Те сочат също така кога наказанията могат да не бъдат наложени или поне да не бъдат изпълнени, като вместо тях се ползват други мерки на въздействие. Наказателното право защитава държавата, обществото и отделната личност не само като забранява под страх от наказание престъпленията, които могат да ги застрашат или увредят, но и като задължава съдебната власт да наказва участниците в тях. В повечето случаи наказателното право насърчава гражданите да защитават сами държавните, обществените, своите или на другиго личните интереси. То позволява т.нар. самозащита под формата на неизбежна отбрана, на задържане на престъпник, на деяние при крайна необходимост (въведени като правни институти). В някои случаи наказателното право стимулира самия престъпник да предприеме дейност за предотвратяване, ограничаване или възстановяване на вредите от своята престъпна проява. За това наказателното право служи не само за наказване на престъпника, но все повече и за защита на интересите на пострадалия от самото престъпление.

## Международно наказателно право
Международното наказателно право е съвкупност от правни норми, които регулират сътрудничество между държавите в борбата им с престъпленията, предвидени в международен договор. Тези норми осигуряват защитата на международния обществен ред, уреден от международното публично право. Международното наказателно право е сравнително нов, самостоятелен дял от правото, който получава интензивно развитие след приключването на Втората световна война. Основен източник е Римския статут от 1998 г., който влиза в сила през 2002 г. Международният наказателен съд в Хага е от 2002 г.

Основната разлика между международното публично право и международното наказателно право е в различните субекти на отговорност. При международното публично право – това е държавата, а при международното наказателно право – физическите, наказателно-отговорни лица. Видът на наказанията и начина на изтърпяването им също са различни.
Предмет на регулиране е сътрудничеството между държавите в превенцията, разследването и наказването на престъпленията, които са предвидени в международни договори. Характерно за международното наказателно право е, че в хода на неговото създаване, държавите съгласуват волята си, за да защитят своя суверенитет. Международното наказателно право винаги изразява волята на няколко държави. Международното наказателно право обединява норми на материалното и процесуалното право, т.е. посочват се както съставите на престъпленията, така и формите за сътрудничество между държавите в борбата срещу тях, които имат процесуален характер.